# زواج المثليين

القوانين المتعلقة بزواج المثليين في العالم
زواج المثليين
لم يدخل قرار قضائي لتشريع زواج المثليين حيز التنفيذ بعد
الاعتراف بزواج المثليين شريطة أن يتم عقده خارج البلاد
شراكة مدنية
اعتراف محدود (المساكنة)
اعتراف محدود بزواج المثليين الأجنبي الذي تم عقده في بعض الولايات القضائية (حقوق الإقامة)
يخضع البلد لقرار محكمة دولية
لا اعتراف بزواج المثليين

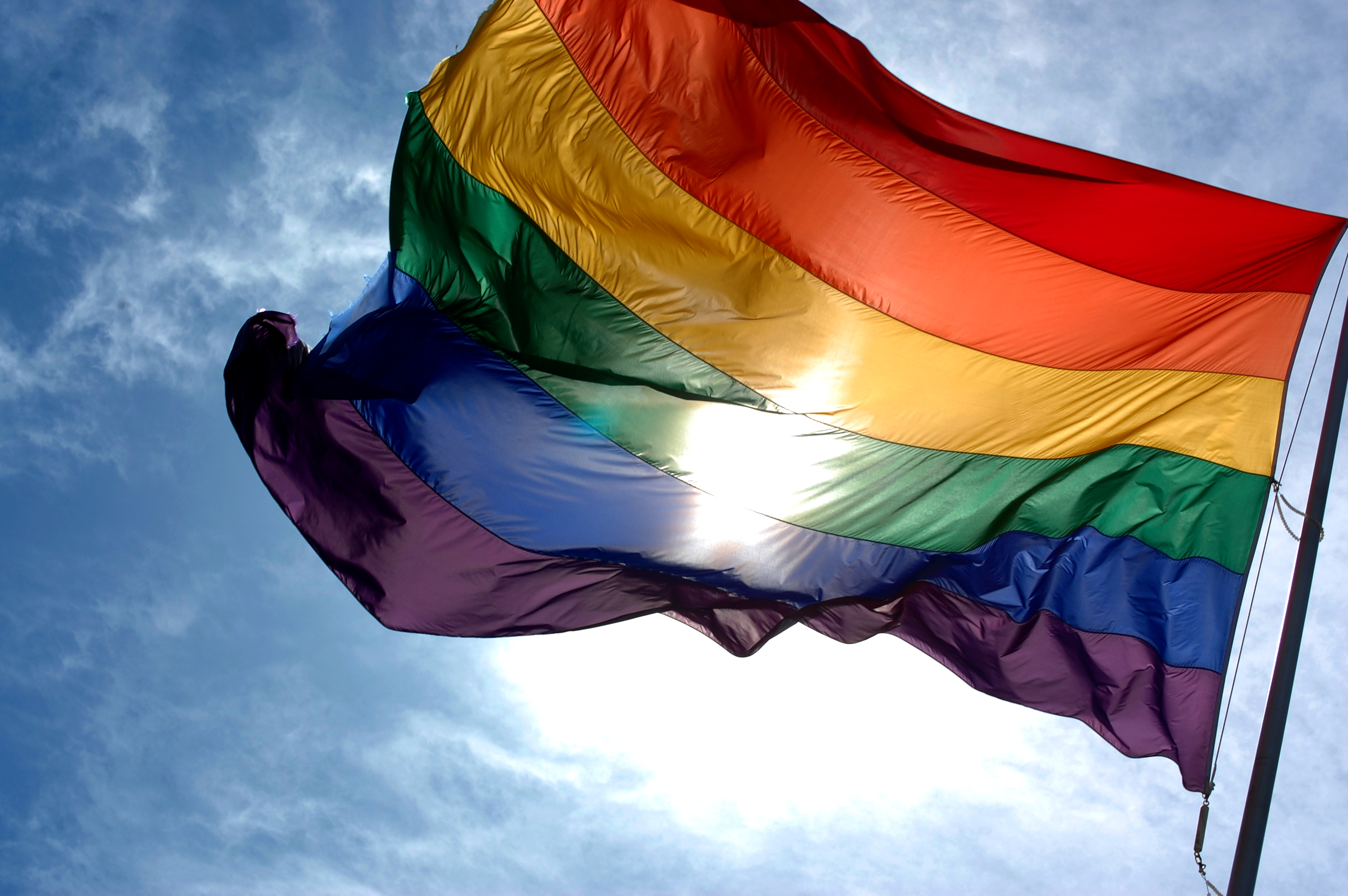
علم قوس قزح هو رمز فخر المثليات والمثليين ومزدوجي التوجه الجنسي والمتحولين جنسيًا (اختصارًا: LGBT).

زواج المثليين (المعروف أيضا باسم الزواج المثلي أو الزواج من نفس الجنس) هو زواج يُعقد بين شخصين من نفس الجنس أو من نفس الجندر، سواء في مراسم زواج مدني أو ديني. يشير مصطلح «المساواة في الزواج» إلى الوضع السياسي الذي يعترف فيه القانون بزواج المثليين وزواج المغايرين (أو الأزواج المغايرين جنسيًا). هناك سجلات لزواج المثليين ترجع إلى القرن الأول ميلادي، وتم حظره في الإمبراطورية الرومانية في القرن الرابع ميلادي بعد تبني قسطنطين الأول للمسيحية كديانة للدولة.
في العصر الحديث، بدأ تقنين زواج المثليين في بداية القرن ال21. تُعد هولندا أول بلد اعترف بزواج المثليين قانونيًا منذ عام 2001. وتبعتها بعدها عدة بلدان في أوروبا وعدة بلدان في قارة الأمريكتين وبعض الدول في قارة أوقيانوسيا ليصل عددها إلى 28 دولة، في حين تُظهر استطلاعات الرأي باستمرار ارتفاع الدعم الاجتماعي والسياسي للاعتراف بزواج المثليين في جميع بلدان العالم الأول المتقدمة.
حاليًا في عام 2019، زواج المثليين مسموح به بموجب القانون (سواء على المستوى الوطني أو المستوى دون الوطني) في البلدان التالية: هولندا،  بلجيكا، إسبانيا، كندا، جنوب أفريقيا، النرويج، السويد، الدنمارك، البرتغال، المكسيك، آيسلندا، الأرجنتين، الأوروغواي، نيوزيلندا، البرازيل، فرنسا، المملكة المتحدة لوكسمبورغ، الولايات المتحدة،  جمهورية أيرلندا، كولومبيا ألمانيا، مالطا، أستراليا، النمسا، تايوان والإكوادور. ومن المقرر أن يصبح زواج المثليين قانونيا في كوستاريكا. تعترف إسرائيل بزواج المثليين الذي عقد في الخارج كزواج كامل. تعترف إستونيا بزواج المثليين الذي عقد في الخارج إلى حد ما، وصدر قرار وزاري في أرمينيا بذلك، رغم أنه اعتبارا من فبراير 2019 لم تكن هناك حالات فعلية لذلك.. أصدرت محكمة الدول الأمريكية لحقوق الإنسان علاوةً على ذلك، حكمًا لصالح زواج المثليين، بتاريخ 9 يناير 2018، وجاء هذا في ضوء اقتراح قدمته كوستاريكا، والذي من المتوقع أن يُسهل الاعتراف به في العديد من البلدان في قارة أمريكا الجنوبية.
وقد اختلفت طرق تشريع زواج المثليين باختلاف المنطقة، حيث تم إنجازه بشكل مختلف من خلال التغيير التشريعي لقانون الزواج، أو حكم قضائي مبني على ضمانات دستورية للمساواة، أو عن طريق التصويت الشعبي المباشر (عن طريق مبادرة الاقتراع أو الاستفتاء). يعتبر الاعتراف بزواج المثليين من حقوق الإنسان والحقوق مدنية والسياسية والاجتماعية والدينية. تدعم العديد من الجماعات الدينية في جميع أنحاء العالم السماح للأزواج المثليين بالزواج، في حين تعارضه العديد من الجماعات الدينية الأخرى. تشير استطلاعات الرأي باستمرار إلى الدعم المتزايد باستمرار للاعتراف بزواج المثليين في جميع الديمقراطيات المتقدمة وفي بعض الديمقراطيات النامية.
تُظهر الدراسات العلمية أن الراحة والرفاهية المالية والنفسية والمادية للأشخاص المثليين تزداد بالزواج، وأن أطفال الأبوين المثليين والمثليات يستفيدون من تربيتهم من قبل الأزواج والزوجات المثليين والمثليات في إطار اتحاد معترف به قانونيًا تدعمه مؤسسات المجتمع. وذكرت الجمعية الأمريكية للأنثروبولوجيا أن استبعاد الأزواج المثليين من الزواج يسيء لهم ويحث على التمييز الاجتماعي ضدهم، وذكرت أيضًا أن أبحاث العلوم الاجتماعية ترفض فكرة أن الحضارة أو الأوامر الاجتماعية المهمة تعتمد على تقييد الزواج بين رجل وامرأة فقط. يمكن أن يوفر زواج المثليين أولئك الذين يقيمون في العلاقات الجنسية المثلية الذين يدفعون ضرائبهم بالخدمات الحكومية نفس الحقوق الممنوحة والمطلوبة من الأزواج المغايرين، كما يمنحهم الحماية القانونية مثل الميراث وحقوق زيارة المستشفى في حال مرض الشريك.
تستند معارضة زواج المثليين إلى الاعتقاد بأن المثلية جنسية غير طبيعية وغير عادية وبأنها شذوذ جنسي، وأن الاعتراف بالعلاقات الجنسية المثلية سيعزز المثلية الجنسية في المجتمع ويزيد من انتشارها أو نسبة وجودها، وأن الأطفال سيكونون أفضل حالا عندما يربيهم الأزواج المغايرون. يتم دحض والرد على هذه الادعاءات من خلال العلم الذي يظهر أن المثلية الجنسية هي توجه جنسي طبيعي، وأن التوجه الجنسي لا يمكن اختياره أو التأثير فيه، وأن أطفال الأزواج المثليين يعيشون ويتربون بشكل جيد أو حتى أفضل من أطفال الأزواج المغايرين.
كشفت دراسة للبيانات على الصعيد الوطني من جميع أنحاء الولايات المتحدة من يناير 1999 إلى ديسمبر 2015، أجرتها الرابطة الطبية الأمريكية، أن تشريع زواج المثليين يرتبط مع انخفاض كبير في معدل محاولة الانتحار بين الأطفال، مع انخفاض أكبر بين الأطفال الذين يعتبرون من الأقليات الجنسية والأطفال الذين ليس لديهم توجه مغاير.
كما تعترف بعض الدول على المستوى الوطني بما يسمى بالاتحاد المدني والشراكة المنزلية وأشكال أخرى للاعتراف القانوني بالعلاقات المثلية تعطي بعض الحقوق للشركاء المثليين أقل من حقوق الزواج الكاملة.. من بين هذه الدول إسرائيل، سلوفينيا، جمهورية التشيك، سويسرا، المجر، ليختنشتاين، كرواتيا، أندورا، اليونان، قبرص، تشيلي، إستونيا، إيطاليا، سان مارينو، تقدم كل من بولندا وسلوفاكيا بعض الحقوق المحدودة للشركاء المثليين.. أما على المستوى دون الوطني، تسمح كل من الولاية المكسيكية تلاكسكالا، أروبا وهي بلد مكون في هولندا وأيرلندا الشمالية وهي بلد مكون في المملكة المتحدة للشركاء المثليين بالوصول إلى الاتحاد المدني أو الشراكة، ولكن تقيد الزواج إلى الأزواج المغايرين فقط. بالإضافة إلى ذلك، تقدم عدة مدن ومقاطعات في كمبوديا واليابان للشركاء المثليين مستويات مختلفة من الفوائد، والتي تشمل حقوق الزيارة في المستشفيات وغيرهم.

## الاعتراف القانوني

### الأرجنتين
في 15 يوليو 2010، وافق مجلس الشيوخ الأرجنتيني على مشروع قانون يمنح حق الزواج للأزواج المثليين. وقد كان القانون مدعوما بحكومة الرئيسة كريستينا فرنانديز دي كيرشنر، وعارضته الكنيسة الكاثوليكية. أظهرت الاستطلاعات أن نحو 70% من الأرجنتينيين دعموا إعطاء المثليين نفس الحقوق الزوجية التي يمتلكها المغايرون جنسيا. تم تطبيق القانون في 22 يوليو 2010 عندما قامت الرئيسة الأرجنتينية بإصدار القانون. أصبحت الأرجنتين بذلك أول دولة في أمريكا اللاتينية، والثانية على مستوى الأمريكيتين، والعاشرة على مستوى العالم في تشريع زواج المثليين.

### أستراليا
أصبحت أستراليا ثاني أمة في أوقيانوسيا تقوم بتشريع زواج المثليين حينما أقر البرلمان الأسترالي مشروع قانون في 7 ديسمبر 2017. تقلى القانون موافقة ملكية في 8 ديسمبر، وتم تطبيقه في 9 ديسمبر 2017. أزال القانون الحظر على الزواج المثلي الذي كان موجودا من قبل وقد أتى بعد إجراء استطلاع بريدي طوعي بدأ منذ 12 سبتمبر وحتى 7 نوفمبر 2017، والذي أسفر عن 61.6% بتصويت نعم للزواج المثلي. وقد شرع نفس القانون الزواج المثلي في جميع أقاليم أستراليا الخارجية.

### النمسا
منذ 1 يناير 2010، تم السماح للأزواج المثليين بالدخول في شراكات مسجلة.
في 20 نوفمبر 2013، قدم الخضر مشروع قانون في البرلمان النمساوي لتشريع زواج المثليين. وقد تم إرساله إلى اللجنة القضائية في 17 ديمسبر 2013. كان من المفترض أن يناقش القانون في خريف عام 2014، لكنه أُجل بفعل الائتلاف الحاكم.
في ديسمبر 2015، رفضت المحكمة الإدارية بفيينا قضية تعارض حظر زواج المثليين. وقد استغاث المدعون بالمحكمة الدستورية. في 12 أكتوبر 2017، وافقت المحكمة الدستورية على النظر في واحدة من القضايا التي تطعن في القانون الذي يحظر زواج المثليين. في 5 ديسمبر 2017، ألغت المحكمة حظر زواج المثليين باعتباره غير دستوري. ومن ثم، فقد سُمح للأزواج المثليين بالزواج منذ 1 يناير 2019. وقد قررت المحكمة أيضا أن النقابات المدنية ستكون متاحة للأزواج المثليين والمغايرين من هذا التاريخ فصاعداً.

## جدال حول الموضوع
مشروعية الزواج بين شخصين من نفس الجنس يتعلق بكيفية توصل الهيئات إلى معنى الزواج.. فمثلاً مؤيدو حقوق المثليين يقولون أن الزواج حق في حين عدم اعتراف الحكومة بالزواج لا يمنع القيام بعلاقات الجنسية بين المثليين ومنه فيجب تقنينه والاعتراف الرسمي به، أما معارضي زواج المثليين فيعتبرون أن زواج هذه «الفئة» ليس بحق ويجب أن يُمنع لأسباب أخلاقية و/أو دينية، أو لأن مفهوم الزواج قد ينهار في المجتمع أو قد يسبب دماراً للمجتمع المدني.
الجدال حول الموضوع يدور حول مفهوم الحكومة للزواج، وليس حول تبريك (من مُباركة) علاقات الجنس المثلي في مؤسسات دينية خاصة.

## الدول التي تسمح بالزواج المثلي
| الدولة           | مسموح به منذ                   | ملاحظات |
| ---------------- | ------------------------------ | --- |
| هولندًا           | 2001                           | تُعتبر هولندا أول دولة في العالم وفي قارة أوروبا تسمح بزواج المثليين. |
| بلجيكًا           | 2003                           | بلجيكا هي ثاني دولة سمحت بزواج المثليين بعد هولندا. |
| إسبانيًا          | 2005                           | |
| كندًا             | 2005                           | كندا هي أول دولة في قارة أمريكا الشمالية |
| جنوب أفريقيًا     | 2006                           | جنوب أفريقيا هي أول دولة في أفريقيا تسمح بزواج المثليين |
| النرويج          | 2009                           | |
| السويد           | 2009                           | |
| البرتغال         | 2010                           | |
| آيسلندًا          | 2010                           | |
| الأرجنتين        | 2010                           | الأرجنتين هي أول دولة في قارة أمريكا الجنوبية تسمح بزواج المثليين |
| المكسيك          | على فترات مختلفة بداية من 2010 | تم الاعتراف بزواج المثليين في العاصمة مكسيكو عام 2010، ثم في ولاية كينتانا رو عام 2011، ثم في ولاية كواهويلا في عام 2014، ثم في شيواوا وفي ولاية ناياريت في عام 2015، ثم ولاية خاليسكو وولاية ميتشواكان وولاية موريلوس في عام 2016، ثم في ولاية تشياباس وفي ولاية بويبلا وفي ولاية باخا كاليفورنيا في عام 2017. |
| الدنمارك         | 2012                           | |
| أوروغواي         | 2013                           | |
| نيوزلندًا         | 2013                           | نيوزلندا هي أول دولة في قارة أوقيانوسيا تسمح بزواج المثليين |
| فرنسًا            | 2013                           | |
| البرازيل         | 2013                           | |
| المملكة المتحدة  | 2014                           | يعترف بزواج المثليين في إنجلترا، ويلز واسكتلندا فقط ولايعترف به في أيرلندا الشمالية |
| لوكسمبورغ        | 2015                           | |
| الولايات المتحدة | 2015                           | |
| كولومبيًا         | 2016                           | |
| فنلندًا           | 2017                           | |
| ألمانيًا          | 2017                           | |
| مالطًا            | 2017                           | |
| أستراليًا         | 2017                           | |

## الاتحادات المدنية
تعترف بعض الدول بما يسمى الاتحادات المدنية، والشراكات المدنية، والشراكات المحلية، والشراكات المسجلة، أو شراكة غير المسجلة والمساكنة غير المسجلة والتي تعطي بعض الفوائد القانونية للأزواج من نفس الجنس، وهي متاحة للأزواج من نفس الجنس في كل من: أندورا، تشيلي، كوستاريكا، قبرص، الإكوادور، إستونيا، اليونان، إيطاليا، اليابان (مدن مختلفة)، المكسيك (ولاية تلاكسكالا)، هولندا (أروبا)، سان مارينو، كمبوديا، سويسرا وتايوان (جميع البلديات الخاصة وبعض المقاطعات والمدن الإقليمية) والمملكة المتحدة (أيرلندا الشمالية).
بالإضافة إلى ذلك، لا يزال هناك ستة عشر دولة قامت بتشريع زواج المثليين ولكن تقدم أيضا شكلًا بديلًا للاعتراف القانوني للأزواج من نفس الجنس، وعادة ما يكون ذلك متاحًا للأزواج من جنسين مختلفين أيضا وهذه الدول هي: هولندا، بلجيكا، إسبانيا، جنوب أفريقيا، النرويج، السويد، البرتغال، الأرجنتين، أوروغواي، كولومبيا، فرنسا، المملكة المتحدة، لوكسمبورغ، جمهورية أيرلندا، مالطا، وأستراليا. كما أنها متوفرة في أجزاء من الولايات المتحدة (كاليفورنيا، هاواي، إلينوي، نيو جيرسي، نيفادا، أوريغون.)
كما تجدر الإشارة بأن عديد القبائل المحلية في كل من كينيا ونيجيريا تمارس نوعا من الزواج المثلي الجنسي بين النساء.. في حالة موت الزوج وعدم وجود أبناء للزوجة فإن المرأة يمكن لها ان تتزوج من إمرأءة أخرى حسب أعراف بعض القباءل. ولاينظر لهذا الزواج على انه زواج مثلي لغرض الجنس بالنسبة لهم ولكن ينظر على أنه وسيلة لإبقاء الميراث داخل العائلة.. كلا البلدين يجرمان المثلية الجنسية والزواج المثلي.

## التاريخ

### قديمًا
توجد إشارة إلى الزواج من نفس الجنس (من قبل المصريين والكنعانيين) في التلمود.. منع العهد القديم العلاقات الجنسية المثلية (سفر لاووين.. 18:22، 20:13)، والحكماء اليهود يقدمون السبب في ذلك بأن اليهود قد حذروا من «اتباع أفعال أرض مصر أو أعمال أرض كنعان».. يقول الحكماء صراحةً: «ماذا فعل المصريون والكنعانيون؟ رجل يتزوج رجلًا وامرأة تتزوج امرأة.»
ما يمكن القول بإنه أول ذكر تاريخي للاحتفال بزواج مثلي كان خلال اوائل الإمبراطورية الرومانية وفقاً للمؤرخ المثير للجدل جون بوزويل عادةً ما يتم نقله بطريقة نقدية أو ساخرة.
وأشار المؤرخون بأن الإمبراطور الطفل إيل جبل Elagabalus وصف سائق عربته، وهو العبد الأشقر من كاريا (إقليم) يدعى هيروكليس Hierocles ، على انه زوجه. كما يشير مؤرخون إلى انه تزوج من رياضي يدعى زوتيكوس Zoticus في احتفال عام فخم في روما وسط فرحة وقبول المواطنين.
كان نيرون أول إمبراطور روماني يتزوج برجل، الذي يقال أنه تزوج من اثنين من الذكور في مناسبتين مختلفتين.. كان الأول مع أحد رجاله المعتوقين (بعد أن كان عبدا له)، فيثاغورس Pythagoras ، الذي أخذ فيه نيرون دور العروس. في وقت لاحق في دور العريس، تزوج نيرون سبوروس Sporus ، وهو صبي صغير، لياخذ محل بنت في سن المراهقة قتلها وكانت عشيرته، وتزوجه في حفل عام
بطقوس الزواج، وبعد ذلك أجبر Sporus على التظاهر بأنه العشيرة الأنثى التي قتلها نيرون وكان مُجبراً على التصرف وكأنه زوجة نيرون حقاً. وقد تم إعطاء نيرون «العروس» سبوروس كما يقتضي القانون.. تم الاحتفال بهذا الزواج في كل من اليونان وروما في احتفالات عامة.
تجدر الإشارة، مع ذلك، إلى أن المعاشرة conubium موجودة فقط بين civis Romanus وcivis Romana (أي، بين مواطن روماني ذكر ومواطنة رومانية)، بحيث أن الزواج بين اثنين من الذكور الرومان (أو مع العبد) ليس له أي وضع قانوني في القانون الروماني (باستثناء، على ما يُفترض، من الإرادة التعسفية للإمبراطور في الحالتين السابقتين). علاوةً على ذلك، وفقاً للمؤرخة سوسان تريغياري Susan Treggiari ، «كان الزواج matriminuim آنذاك مؤسسة تقوم على الأم (matre)، والكلمة تعني ضمنياً بأن الرجل يتزوج بامراءة، وفي matrimonium ducere (قيادة الزواج)، الغرض هو أن يكون له أطفال منها..»
في عام 342 ميلادية، أصدر الأمبراطوريان الرومانيان المسيحيان قنسطانطيوس الثاني وقنسطنس قانونًا في قانون ثيودوسي (theodosian code)
(C. Th.9.3.7) يحظر زواج المثليين في روما ويأمر بالإعدام للمتزوجين.

### حديثًا
في مجلة هارفارد في عام 2013، كتب المؤرخ القانوني مايكل كلارمان (Micheal Klarman) أنه في حين كان هناك نشاط في مجال حقوق المثليين في الولايات المتحدة في السبعينيات، «لم يكن مطلب المساواة في الزواج حينها من بين الأولويات».. وقال إن العديد من الأشخاص المثليين لم يكونوا مهتمين في البداية بالزواج، واعتبروه مؤسسة تقليدية، وأن مطلب الاعتراف القانوني بالعلاقات المثلية بدأ في أواخر الثمانينات. آخرون، مثل فاراميرز دابهووالا (Faramerz Dabhoiwala) التي كتبت في صحيفة الغارديان يقولون أن الحركة الحديثة لهذه المطالب بدأت في التسعينات.
في أكتوبر 1989، أصبحت الدنمارك أول دولة تعترف قانونياً بالعلاقات المثلية في شكل «الشراكة المسجلة».. وهذا أعطى من هم في علاقة مثلية «معظم حقوق المتزوجين من الجنسين، ولكن ليس الحق في أخذ أو الحصول على حضانة مشتركة لطفل». في عام 2001، أصبحت
هولندا أول بلد يسمح بزواج المثليين. ومنذ ذلك الحين، تم السماح بزواج المثليين واعترفت به كل من بلجيكا (2003) وإسبانبا (2005) وكندا (2005) وجنوب أفريقيا (2006) والنرويج (2009) والسويد (2009) والبرتغال (2010) وآيسلندا (2010)، الأرجنتين (2010)، الدنمارك (2012)، البرازيل (2013)،فرنسا (2013)، أوروغواي (2013)، نيوزيلندا (2013)، لكسمبورج (2015)،الولايات المتحدة، (2015)، جمهورية أيرلندا (2015)، كولومبيا (2016)، فنلندا (2017)، مالطا (2017)، ألمانيا (2017) وأستراليا (2017). في المكسيك، يتم عقد زواج المثليين في عدد من الولايات ولكنه معترف به في جميع الولايات الواحدة والثلاثين.. في نيبال وتايوان، أمرت المحكمة العليا لكلا البلدين الاعتراف بزواج المثليين ولكنه لم يشرع بعد. علاوة على ذلك، فإن معظم الأقاليم في المملكة المتحدة قد شرّعت أيضًا زواج المثليين، وكان أولها إنكلترا وويلز في مارس 2014، وتبعتها اسكتلندا في ديسمبر من نفس العام.. غير أن زواج المثليين غير قانوني بعد في أيرلندا الشمالية.
في تايوان، في 24 أيار / مايو 2017، حكمت المحكمة الدستورية بأن من حق الزوجين من نفس الجنس الزواج بموجب الدستور التايواني وأن لدى المجلس التشريعي التايواني سنتان لتعديل قوانين الزواج بما يتماشى مع الدستور.. إذا لم يتم ذلك، فسيصبح بامكان الزوجين المثليين تسجيل علاقتهما كزواج ويتم معاملتهما على هذا النحو بموجب القانون.
في ديسمبر / كانون الأول 2017، حكمت المحكمة الدستورية في النمسا في قضية تمييز بأن زواج المثليين سوف يصبح قانونيًا في تلك الدولة في 1 يناير 2019 إذا لم يشرعه البرلمان قبل ذلك التاريخ.

### التسلسل الزمني
هذه التواريخ تخص تواريخ المصادقة رسميًا على بدء عقد زواج المثليين. لا يزال الزواج بين الأزواج المثليين لا يتم محليًا في بعض الولايات القضائية التي تعترف به عندما يتم إجراؤه في ولايات قضائية أخرى (مثل بعض الولايات المكسيكية).
| 2001 | هولندا (1 أبريل) |
| 2002 | |
| 2003 | بلجيكا (1 يونيو) أونتاريو (10 يونيو) كولومبيا البريطانية (8 يوليو) |
| 2004 | كيبك (19 مارس) ماساتشوستس (17 مايو) يوكون (14 يوليو) مانيتوبا (16 سبتمبر) نوفا سكوشا (24 سبتمبر) ساسكاتشوان (5 نوفمبر) نيوفندلاند ولابرادور (21 ديسمبر) |
| 2005 | نيو برونزويك (23 يونيو) إسبانيا (3 يوليو) كندا [على المستوى الوطني] (20 يوليو) |
| 2006 | جنوب أفريقيا (30 نوفمبر) |
| 2007 | |
| 2008 | كاليفورنيا (16 يونيو، تم إلغاءه في 5 نوفمبر) كونيتيكت (12 نوفمبر) |
| 2009 | النرويج (1 يناير) آيوا (27 أبريل) السويد (1 مايو) قبيلة كوكويل (20 مايو) فيرمونت (1 سبتمبر) |
| 2010 | نيو هامبشير (1 يناير) واشنطن العاصمة (3 مارس) مدينة مكسيكو (4 مارس) ماشانتوكت بيكووت (29 أبريل) البرتغال (5 يونيو) آيسلندا (27 يونيو) أرجنتينا (22 يوليو) |
| 2011 | نيويورك (24 يوليو) قبيلة سوكواميش (1 أغسطس) |
| 2012 | ألاغواس (6 يناير) كينتانا رو (3 مايو) الدنمارك (15 يونيو) سيرغيبي (5 يوليو) سانتا ريتا دو سابوكاي، ميناس جيرايس (11 يوليو) إسبيريتو سانتو (15 أغسطس) بونير وسينت أوستاتيوس وسابا (10 أكتوبر) باهيا (26 نوفمبر) الأقليم الفيدرالي البرازيلي (1 ديسمبر) ولاية واشنطن (6 ديسمبر) قبيلة بورت غامبل س'كالالام (9 ديسمبر) بياوي (15 ديسمبر) مين (29 ديسمبر) |
| 2013 | ماريلاند ساو باولو (16 فبراير) سيارا (15 مارس) ليتل ترافرس باي باند لهنود أوداوا (15 مارس) بارانا (26 مارس) ماتو غروسو دو سول (2 أبريل) روندونيا (26 أبريل) سانتا كاتارينا (29 أبريل) بارايبا (29 أبريل) بوكاغون باند لهنود بوتواتومي (8 مايو) البرازيل [على المستوى الوطني] (16 مايو) فرنسا (18 مايو) أمة إيباي لسانتا يزابيل (24 يونيو) كاليفورنيا (28 يونيو) ديلاوير (1 يوليو) مينيسوتا (1 أغسطس) رود أيلاند (1 أغسطس) غراند بورتاج باند من تشيبيوا (1 أغسطس) الأوروغواي (5 أغسطس) نيوزيلندا (19 أغسطس) مقاطعة دونا أنا، نيومكسيكو (21 أغسطس) مقاطعة سانتا فيه، نيومكسيكو (23 أغسطس) مقاطعة بيرناليلو، نيومكسيكو (26 أغسطس) مقاطعة سان ميغيل، نيومكسيكو (27 أغسطس) مقاطعة فالينسيا، نيومكسيكو (27 أغسطس) مقاطعة تاوس، نيومكسيكو (28 أغسطس) مقاطعة لوس ألاموس، نيومكسيكو (4 سبتمبر) القبائل الكونفدرالية في محمية كولفيل (5 سبتمبر) مقاطعة غرانت، نيومكسيكو (9 سبتمبر) قبائل شايان وأراباهو (18 أكتوبر ) نيوجيرسي (21 أكتوبر) بلو لايك رانشيريا (1 نوفمبر) ليتش لايك باند من أوجيبوي (15 نوفمبر) هاواي (2 ديسمبر) نيوميكسيكو [على مستوى الولاية] (19 ديسمبر) |
| 2014 | مقاطعة كوك، إلينوي (21 فبراير) إنجلترا وويلز (13 مارس) جورجيا الجنوبية وجزر ساندويتش الجنوبية (13 مارس) أوريغون (19 مايو) بنسلفينيا (20 مايو) إلينوي [على مستوى الولاية] (1 يونيو) أكروتيري وديكليا (3 يونيو) إقليم المحيط الهندي البريطاني (3 يونيو) قبيلة بويالوب (9 يوليو) فوند دي لاك باند من البحيرة العليا تشيبيوا (16 يوليو) القبائل الكونفدرالية لهنود كوز، أومبغوا السفلى وسويسلاو (10 أغسطس) كواويلا (17 سبتمبر) أوكلاهوما (6 أكتوبر) فيرجينيا (6 أكتوبر) يوتا (6 أكتوبر) إنديانا (6 أكتوبر) ويسكونسن (6 أكتوبر) لاك دي فلامبو باند من البحيرة العليا تشيبيو (6 أكتوبر) كولورادو (7 أكتوبر) فيرجينيا الغربية (9 أكتوبر) نيفادا (9 أكتوبر) قبائل فورت ماكديرمت بايوتي وشوشون (9 أكتوبر) كارولاينا الشمالية (10 أكتوبر) ألاسكا (12 أكتوبر) أيداهو (15 أكتوبر) أريزونا (17 أكتوبر) قبيلة فورت مكداول يافاباي (17 أكتوبر) قبيلة باسكوا ياغوي (17 أكتوبر) تجمع سولت ريفر بيما-ماريكوبا (17 أكتوبر) قبيلة سان كارلوس أباتشي (17 أكتوبر) أمة يافاباي-أباتشي (17 أكتوبر) وايومنغ (21 أكتوبر) سانت لويس، ميزوري (5 نوفمبر) مقاطعة سانت لويس، ميزوري (6 نوفمبر) مقاطعة جاكسون، ميزوري (7 نوفمبر) مقاطعة دوغلاس، كانساس (12 نوفمبر) مقاطعة سيدغويك، كانساس (12 نوفمبر) قبيلة شوشون الشرقية (14 نوفمبر) قبيلة أراباهو الشمالية (14 نوفمبر) مونتانا (19 نوفمبر) قبيلة بلاكفيت (19 نوفمبر) كارولاينا الجنوبية (20 نوفمبر) تجمع هنود كيوينان باي (13 ديسمبر) سكوتلندا (16 ديسمبر) |
| 2015 | لوكسمبورغ (1 يناير) مقاطعة ميامي دايد، فلوريدا (5 يناير) فلوريدا [على مستوى الولاية] (6 يناير) المجلس المركزي لقبائل تلينغيت وهايدا الهندية في ألاسكا (24 فبراير) جزر بيتكيرن (14 مايو) القبائل الكونفدرالية لهنود سيلتز (15 مايو) غوام (9 يونيو) قبيلة أونييدا الهندية في ويسكونسن (10 يونيو) شيواوا (12 يونيو) الولايات المتحدة [على المستوى الوطني] (26 يونيو) جزر ماريانا الشمالية (30 يونيو) قبيلة سولت ستي. ماري لهنود تشيبيوا (7 يوليو) جزر العذراء الأمريكية (9 يوليو) بورتوريكو (13 يوليو) سانتياغو دي كيريتارو، كيريتارو (21 يوليو) تجمع هنود هاناهفيل (3 أغسطس) قييلة وايت ماونتن أباتشي (9 سبتمبر) جمهورية أيرلندا (16 نوفمبر) القبائل الكونفدرالية في تجمع غراند روند في أوريغون (18 نوفمبر) ناياريت (23 ديسمبر) |
| 2016 | تجمع ستوكبريدج مونسي باند لهنود موهيكان (2 فبراير) جرينلاند (1 أبريل) كولومبيا (28 أبريل) قبائل تولاليب في واشنطن (6 مايو) خاليسكو [على مستوى الولاية] (12 مايو) كامبيتشي (20 مايو) كوليما (12 يونيو) ميتشواكان (23 يونيو) موريلوس (5 يوليو) جزيرة مان (22 يوليو) سان بيدرو تشولولا، بويبلا (18 سبتمبر) المقاطعة البريطانية بالقارة القطبية الجنوبية (13 أكتوبر) قبيلة مينوميني من ويسكونسن (3 نوفمبر) أمة شيروكي (9 ديسمبر) طارق جبل طارق (15 ديسمبر) |
| 2017 | جزيرة أسينشين (1 يناير) أميالكو دي بونفيل، كيريتارو (4 يناير) كاديريتا دي مونتيز، كيريتارو (4 يناير) إيزيكيل مونتيز، كيريتارو (4 يناير) هويميلبان، كيريتارو (4 يناير) بيدرو إسكوبيدو، كيريتارو (4 يناير) سان خواكان، كيريتارو (4 يناير) توليمان، كيريتارو (4 يناير) فنلندا (1 مارس) أمة أوساج (20 مارس) تجمع هنود بريري أيلاند (22 مارس) جزر فوكلاند (29 أبريل) غيرنزي (2 مايو) برمودا (5 مايو، تم إلغاءه في 1 يونيو 2018) قبيلة هو-تشانك من ويسكونسن (5 يونيو) جزر فارو (1 يوليو) تريستان دا كونا (4 أغسطس) مالطا (1 سبتمبر) ألمانيا (1 أكتوبر) تجمع هنود أك-تشين (25 أكتوبر) باخا كاليفورنيا (3 نوفمبر) أستراليا (9 ديسمبر) سانت هيلينا (20 ديسمبر) |
| 2018 | بويبلا [على مستوى الولاية] (16 فبراير) تشياباس (11 مايو) ألديرني (14 يونيو) جيرزي (1 يوليو) واهاكا (26 أغسطس) قبيلة بونكا في نبراسكا (27 أغسطس) برمودا (23 نوفمبر، تم إلغاءه في 14 مارس 2022) |
| 2019 | النمسا (1 يناير) زاكاتيكاس، زاكاتيكاس (14 فبراير) كواهتيموك، زاكاتيكاس (1 مارس) فيلانويفا، زاكاتيكاس (20 مايو) سان لويس بوتوسي (21 مايو) تايوان (24 مايو) نويفو ليون (31 مايو) هيدالغو (11 يونيو) باخا كاليفورنيا سور (29 يونيو) ميغيل أوزا، زاكاتيكاس (بحلول 5 يوليو) الإكوادور (8 يوليو) قبيلة أوغلالا سيو (8 يوليو) تجمع هنود باي ميلز (8 يوليو) قبائل هنود نهر كولورادو (8 أغسطس) أواسكالينتس (16 أغسطس) |
| 2020 | أيرلندا الشمالية [آخر ولاية قضائية في المملكة المتحدة ] (13 يناير) سارك (23 أبريل) كوستاريكا (26 مايو) فريزنيلو، زاكاتيكاس (3 يوليو) رابطة جبل السلحفاة لهنود تشيبيوا في داكوتا الشمالية (6 أغسطس) تلاكسكالا (25 ديسمبر) |
| 2021 | سينالوا (30 يونيو) سونورا (22 أكتوبر) كيريتارو [على مستوى الولاية] (13 نوفمبر) غواناخواتو (20 ديسمبر) زاكاتيكاس [على مستوى الولاية] (30 ديسمبر) |
| 2022 | يوكاتان (4 مارس) تشيلي (10 مارس) قبيلة وينيباغو في نبراسكا (11 أبريل) فيراكروز (13 يونيو) سويسرا (1 يوليو) سلوفينيا (8 يوليو) دورانغو (19 سبتمبر) كوبا (27 سبتمبر) |
| 2023 | أندورا (17فبراير) |

## الرأي العام
أجريت العديد من استطلاعات الرأي والدراسات حول الموضوع في العديد من دول العالم ولا سيما بلدان العالم الأول المتقدمة، وتمت بعض هذه الاستطلاعات خلال العقد الأول من القرن الواحد والعشرين.. ويظهر وجود نزعة متواصلة لدعم حق المثليين بالزواج في جميع أنحاء العالم المتقدم، وغالباً ما تقود الفجوة الكبيرة بين الأجيال هذه النزعة التقدمية من ناحية الدعم.. أظهرت استطلاعات الرأي خلال العقد الأول من القرن الواحد والعشرون في البلدان المتقدمة ذات الأنظمة الديمقراطية أن غالبية الأفراد يدعمون زواج المثليين. ازداد دعم الاعتراف بحق زواج المثليين في بلدان العالم المتقدم على جميع الأصعدة والفئات الديموغرافية فتجلى ذلك مستوى جميع الفئات العمرية وكِلا الجنسين وكافة أصحاب التوجهات الأيديولوجية السياسية ومعتنقي الأديان ومن جميع الأعراق. فمثلًا أظهرت استطلاعات رأي مؤسسة غالوب على مدى أكثر من عقدين من الزمن في الولايات المتحدة التزايد السريع في دعم الشعب الأمريكي لحق المثليين بالزواج في جميع أنحاء البلاد بالتزامن مع التقدم الاجتماعي الحاصل، بينما في المقابل وبنفس الوقت فقد شهدت الأصوات المعارضة تراجعاً وانحساراً سريعاً على حساب رجحان كفة التأييد الشعبي.. فبالعودة إلى عام 1996، كانت نسبة الأمريكيين المعارضين لزواج المثليين عند 68%، بينما دعمها نسبة 27% فقط.. أما في عام 2018 فانعكست الآية مع تطور المجتمع فبلغت نسبة الأمريكيين المؤيدين لحق المثليين بالزواج عند 67%، وبالمقابل فكانت نسبة المعارضين 31% فقط.
الرأي العام حول زواج المثليين حول العالم
| الدولة                                                        | مؤسسة استطلاع الرأي                           | السنة     | مع        | ضد         | محايد     | هامش الخطأ | المصدر          |         |
| ------------------------------------------------------------- | --------------------------------------------- | --------- | --------- | ---------- | --------- | ---------- | --------------- | ------- |
| أندورا                                                        | معهد الدراسات الأندورانية                     | 2013      | 70% (79%) | 19% (21%)  | 11%       |            | [ 89 ]          |         |
| الأرجنتين                                                     | أمريكاسباروميتر                               | 2017      | 65%       | 35%        | –         | ±1.2%      | [ 90 ]          |         |
| أنتيغوا وباربودا                                              | أمريكاسباروميتر                               | 2017      | 12%       | –          | –         |            | [ 90 ]          |         |
| أرمينيا                                                       | مركز بيو للأبحاث                              | 2015      | 3% (3%)   | 96% (97%)  | 1%        | ±3%        | [ 91 ] [ 92 ]   |         |
| أستراليا                                                      | إيسانشل                                       | 2018      | 65% (71%) | 26% (29%)  | 9%        |            | [ 93 ]          |         |
| النمسا                                                        | يوروباروميتر                                  | 2019      | 66% (69%) | 30% (31%)  | 4%        |            | [ 94 ]          |         |
| باهاماس                                                       | أمريكاسباروميتر                               | 2014      | 11%       | –          | –         |            | [ 90 ]          |         |
| روسيا البيضاء                                                 | مركز بيو للأبحاث                              | 2015      | 16% (16%) | 81% (84%)  | 3%        | ±4%        | [ 95 ] [ 92 ]   |         |
| بليز                                                          | أمريكاسباروميتر                               | 2014      | 8%        | –          | –         |            | [ 90 ]          |         |
| بلجيكا                                                        | يوروباروميتر                                  | 2019      | 82% (83%) | 17% (17%)  | 1%        |            | [ 95 ]          |         |
| البوسنة والهرسك                                               | مركز بيو للأبحاث                              | 2016-2015 | 13% (14%) | 84% (87%)  | 4%        | ±4%        | [ 91 ] [ 92 ]   |         |
| البرازيل                                                      | أمريكاسباروميتر                               | 2017      | 52%       | 47%        | –         | ±1.3%      | [ 90 ]          |         |
| بوليفيا                                                       | أمريكاسباروميتر                               | 2017      | 35%       | 65%        | –         | ±1.0%      | [ 90 ]          |         |
| بلغاريا                                                       | يوروباروميتر                                  | 2019      | 16% (18%) | 74% (82%)  | 10%       |            | [ 94 ]          |         |
| كمبوديا                                                       | تي ان أس كمبوديا                              | 2015      | 55% (65%) | 30% (35%)  | 15%       |            | [ 96 ]          |         |
| كندا                                                          | سي أر أو بي                                   | 2017      | 74%       | 26%        | –         |            | [ 97 ]          |         |
| كوبا                                                          | آبريستيت                                      | 2019      | 63%       | 37%        | –         |            | [ 98 ]          |         |
| تشيلي                                                         | بلازا بوبليكا-كادم                            | 2019      | 66% (68%) | 31% (32%)  | 3%        |            | [ 99 ]          |         |
| الصين                                                         | إيبسوس                                        | 2015      | 29% (36%) | 51% (64%)  | 20%       |            | [ 100 ]         |         |
| كولومبيا                                                      | مؤسسة غالوب (5 مدن)                           | 2020      | 49% (51%) | 47% (49%)  | 4%        |            | [ 101 ]         |         |
| كولومبيا                                                      | مؤسسة غالوب                                   | 2019      | 41%       | 54%        | –         |            | [ 102 ]         |         |
| كولومبيا                                                      | أمريكاسباروميتر                               | 2017      | 34%       | 66%        | –         | ±1.3%      |                 |         |
| كوستاريكا                                                     | سي آي إيه بي                                  | 2018      | 22% (33%) | 44% (67%)  | 34%       | ±2.3%      | [ 104 ]         |         |
| كوستاريكا                                                     | أمريكاسباروميتر                               | 2017      | 35%       | 65%        | –         | ±1.2%      |                 |         |
| كرواتيا                                                       | يوروباروميتر                                  | 2019      | 39% (41%) | 55% (59%)  | 6%        |            | [ 94 ]          |         |
| قبرص                                                          | يوروباروميتر                                  | 2015      | 36% (38%) | 60% (62%)  | 4%        |            | [ 94 ]          |         |
| جمهورية التشيك                                                | وكالة ميديان                                  | 2019      | 67%       | –          | –         |            | [ 105 ]         |         |
| كوبا                                                          | أبريتاستي                                     | 2019      | 63%       | 37%        | –         |            | [ 106 ]         |         |
| الدنمارك                                                      | يوروباروميتر                                  | 2019      | 89% (92%) | 8% (8%)    | 3%        |            | [ 94 ]          |         |
| دومينيكا                                                      | أمريكاسباروميتر                               | 2017      | 10%       | 90%        | –         | ±1.1%      | [ 90 ]          |         |
| جمهورية الدومينيكان                                           | أمريكاسباروميتر                               | 2016      | 27%       | 73%        | –         | ±1.0%      | [ 90 ]          |         |
| الإكوادور                                                     | أمريكاسباروميتر                               | 2019      | 23% (31%) | 51% (69%)  | 26%       |            | [ 107 ]         |         |
| الإكوادور                                                     | أمريكاسباروميتر                               | 2017      | 33%       | 67%        | –         | ±0.9%      |                 |         |
| السلفادور                                                     | أمريكاسباروميتر                               | 2017      | 19%       | 81%        | –         | ±0.9%      | [ 90 ]          |         |
| إستونيا                                                       | يوروباروميتر                                  | 2019      | 41% (45%) | 51% (55%)  | 8%        |            | [ 94 ]          |         |
| فنلندا                                                        | يوروباروميتر                                  | 2019      | 76% (78%) | 21% (22%)  | 3%        |            | [ 95 ]          |         |
| فرنسا                                                         | يوروباروميتر                                  | 2019      | 79% (84%) | 15% (16%)  | 6%        |            | [ 94 ]          |         |
| جورجيا                                                        | مركز بيو للأبحاث                              | 2016      | 3% (3%)   | 95% (97%)  | 2%        |            | [ 91 ] [ 92 ]   |         |
| ألمانيا                                                       | يوروباروميتر                                  | 2019      | 84% (88%) | 12% (12%)  | 4%        |            | [ 94 ]          |         |
| اليونان                                                       | يوروباروميتر                                  | 2019      | 56% (60%) | 35% (40%)  | 9%        |            | [ 108 ] [ 109 ] |         |
| غواتيمالا                                                     | أمريكاسباروميتر                               | 2017      | 23%       | 88%        | –         | ±1.4%      | [ 90 ]          |         |
| غرينادا                                                       | أمريكاسباروميتر                               | 2017      | 12%       | 77%        | –         | ±1.1%      | [ 90 ]          |         |
| غيانا                                                         | أمريكاسباروميتر                               | 2017      | 21%       | 79%        | –         | ±1.3%      | [ 110 ]         |         |
| هايتي                                                         | أمريكاسباروميتر                               | 2017      | 5%        | 95%        | –         | ±0.3%      | [ 90 ]          |         |
| [[ملف:\|23x15px\|border \|alt=هندوراس\|link=هندوراس]] هندوراس | سي أي دي غالوب                                | 2018      | 17% (18%) | 75% (82%)  | 8%        |            | [ 111 ]         |         |
| المجر                                                         | يوروباروميتر                                  | 2019      | 33% (35%) | 61% (65%)  | 6%        |            | [ 94 ]          |         |
| آيسلندا                                                       | مؤسسة غالوب                                   | 2006      | 89%       | 11%        | –         |            | [ 112 ]         |         |
| إسرائيل                                                       | هيدوش                                         | 2019      | 55%       | 45%        | –         | ±4.5%      | [ 114 ]         |         |
| إيطاليا                                                       | يوريسبوس                                      | 2020      | 60%       | 40%        | –         |            | [ 115 ]         |         |
| جمهورية أيرلندا                                               | يوروباروميتر                                  | 2019      | 79% (86%) | 13% (14%)  | 8%        |            | [ 94 ]          |         |
| الهند                                                         | مود أوف ثي نايشون                             | 2019      | 24%       | 62%        | 14%       |            | [ 116 ] [ 117 ] |         |
| جامايكا                                                       | أمريكاسباروميتر                               | 2017      | 16%       | 84%        | –         | ±1.0%      | [ 90 ]          |         |
| اليابان                                                       | أن أيتش كاي                                   | 2017      | 51% (55%) | 41% (45%)  | 8%        |            | [ 118 ]         |         |
| كازاخستان                                                     | مركز بيو للأبحاث                              | 2016      | 7% (7%)   | 89% (93%)  | 4%        |            | [ 91 ] [ 92 ]   |         |
| لاتفيا                                                        | يوروباروميتر                                  | 2019      | 24% (26%) | 70% (74%)  | 6%        |            | [ 94 ]          |         |
| ليتوانيا                                                      | يوروباروميتر                                  | 2019      | 30% (32%) | 63% (68%)  | 7%        |            | [ 94 ]          |         |
| لوكسمبورغ                                                     | يوروباروميتر                                  | 2019      | 85% (90%) | 9% (10%)   | 6%        |            | [ 94 ]          |         |
| مالطا                                                         | يوروباروميتر                                  | 2019      | 67% (73%) | 25% (27%)  | 8%        |            | [ 94 ]          |         |
| المكسيك                                                       | أمريكاسبارومتر                                | 2017      | 51%       | –          | –         |            | [ 90 ]          |         |
| المكسيك                                                       | آي إن إي غي آي                                | 2017      | 60%؟      | 40%        | –         |            | [ 119 ]         |         |
| مولدوفا                                                       | مركز بيو للأبحاث                              | 2015      | 5% (5%)   | 92% (95%)  | 3%        | ±4%        | [ 91 ] [ 92 ]   |         |
| موزمبيق (3 مدن)                                               | لامدا                                         | 2017      | 28% (32%) | 60% (68%)  | 12%       |            | [ 120 ]         |         |
| هولندا                                                        | يوروباروميتر                                  | 2019      | 92%       | 8%         | 0%        |            | [ 94 ]          |         |
| نيكاراغوا                                                     | أمريكاسبارومتر                                | 2017      | 25%       | 75%        | –         | ±1.0%      | [ 90 ]          |         |
| النرويج                                                       | يوروباروميتر                                  | 2017      | 72% (79%) | 19% (21%)  | 9%        |            | [ 95 ]          |         |
| نيوزيلندا                                                     | كولمار برينتون                                | 2012      | 63% (66%) | 31% (33%)  | 5%        |            | [ 121 ]         |         |
| نيوزيلندا                                                     | هيرالد ديجبول                                 | 2013      | 50%؟      | 48%        | 2%؟       | ±4%        | [ 122 ]         |         |
| بنما                                                          | أمريكاسباروميتر                               | 2017      | 22%       | 78%        | –         | ±1.1%      | [ 90 ]          |         |
| باراغواي                                                      | أمريكاسباروميتر                               | 2017      | 26%       | 74%        | –         | ±0.9%      | [ 90 ]          |         |
| بيرو                                                          | إيبسوس                                        | 2019      | 29% (30%) | 67% (70%)  | 4%        |            |                 | [ 123 ] |
| بيرو                                                          | أمريكاسباروميتر                               | 2017      | 38%       | 62%        | –         | ±0.9%      |                 |         |
| الفلبين                                                       | أس دبليو أس                                   | 2018      | 22% (26%) | 61% (73%)  | 16%       |            | [ 124 ]         |         |
| بولندا                                                        | يوروباروميتر                                  | 2019      | 45% (47%) | 50% (53%)  | 5%        |            | [ 94 ]          |         |
| البرتغال                                                      | يوروباروميتر                                  | 2019      | 74% (79%) | 20% (21%)  | 6%        |            | [ 94 ]          |         |
| رومانيا                                                       | يوروباروميتر                                  | 2019      | 29% (32%) | 63% (68%)  | 8%        |            | [ 94 ]          |         |
| روسيا                                                         | اف او ام                                      | 2019      | 7% (8%)   | 85% (92%)  | 8%        | ±3.6%      | [ 125 ]         |         |
| صربيا                                                         | مركز بيو للأبحاث                              | 2015      | 12%       | 12% (13%)  | 83% (87%) | ±4%        | [ 91 ] [ 92 ]   |         |
| سانت كيتس ونيفيس                                              | أمريكاسباروميتر                               | 2017      | 9%        | 91%        | –         | ±1.0%      | [ 90 ]          |         |
| سانت لوسيا                                                    | أمريكاسباروميتر                               | 2017      | 11%       | 89%        | –         | ±0.9%      | [ 90 ]          |         |
| سانت فينسنت والغرينادين                                       | أمريكاسباروميتر                               | 2017      | 4%        | 96%        | –         | ±0.6%      | [ 90 ]          |         |
| سنغافورة                                                      | اي بي اس                                      | 2019      | 27% (31%) | 60% (69%)  | 13%       |            | [ 126 ]         |         |
| سلوفاكيا                                                      | يوروباروميتر                                  | 2019      | 20% (22%) | 70% (78%)  | 10%       |            | [ 94 ]          |         |
| سلوفينيا                                                      | يوروباروميتر                                  | 2019      | 62% (64%) | 35% (36%)  | 3%        |            | [ 94 ]          |         |
| جنوب أفريقيا                                                  | أيتش أر أس سي                                 | 2015      | 37% (45%) | 46% (55%)  | 17%       |            | [ 127 ]         |         |
| كوريا الجنوبية                                                | غالوب كوريا                                   | 2017      | 41% (44%) | 52% (55%)  | 6%        |            | [ 128 ]         |         |
| إسبانيا                                                       | يوروباروميتر                                  | 2019      | 86% (91%) | 9% (9%)    | 5%        |            | [ 95 ]          |         |
| سورينام                                                       | أمرياكسباروميتر                               | 2014      | 18%       | –          | –         |            | [ 90 ]          |         |
| السويد                                                        | يوروباروميتر                                  | 2019      | 92% (94%) | 6% (6%)    | 2%        |            | [ 94 ]          |         |
| سويسرا                                                        | غي أف أس-زيورخ                                | 2020      | 81% (82%) | 18% (18%)  | 1%        |            | [ 129 ]         |         |
| تايوان                                                        | دراسة الانتخابات والتحول الديمقراطي في تايوان | 2020      | 43%       | 57%        |           |            | [ 130 ]         |         |
| تايلاند                                                       | سبر آراء نيدا                                 | 2015      | 59% (63%) | 35% (37%)  | 6%        |            | [ 131 ]         |         |
| ترينيداد وتوباغو                                              | أمريكاسباروميتر                               | 2014      | 16%       | –          | –         |            | [ 90 ]          |         |
| تركيا                                                         | إيبسوس                                        | 2015      | 27% (38%) | 44% (62%)  |           |            | [ 100 ]         |         |
| أوكرانيا                                                      | مركز بيو للدراسات                             | 2015      | 9% (10%)  | 85% (90%)' | 6%        | ±4%        | [ 91 ] [ 92 ]   |         |
| المملكة المتحدة                                               | يوروباروميتر                                  | 2019      | 85% (88%) | 12% (12%)  | 3%        |            | [ 94 ]          |         |
| الولايات المتحدة                                              | معهد بحوث الدين العام                         | 2020      | 70% (71%) | 28% (29%)  | 2%        | ±2.6%      | [ 132 ]         |         |
| الأوروغواي                                                    | أمريكاسباروميتر                               | 2017      | 75%       | –          | –         |            | [ 90 ]          |         |
| فنزويلا                                                       | أمريكاسباروميتر                               | 2017      | 39%       | –          | –         |            | [ 90 ]          |         |
| فيتنام                                                        | إي أس إي إي                                   | 2014      | 34% (39%) | 53% (61%)  | 13%       |            | [ 133 ]         |         |

| الإقليم             | الدولة           | مؤسسة استطلاع الرأي | السنة | مع        | ضد        | محايد | هامش الخطأ | المصدر          |
| ------------------- | ---------------- | ------------------- | ----- | --------- | --------- | ----- | ---------- | --------------- |
| هونغ كونغ           | الصين            | سي سي بي إل         | 2019  | 47% (54%) | 40% (46%) | 13%   | ±3.6%      | [ 134 ]         |
| جزر فارو            | الدنمارك         | غالوب فورويار       | 2016  | 64% (68%) | 30% (32%) | 6%    |            | [ 135 ]         |
| غوام                | الولايات المتحدة | جامعة غوام          | 2015  | 55% (65%) | 29% (35%) | 16%   |            | [ 136 ]         |
| بورتوريكو           | الولايات المتحدة | مركز بيو للأبحاث    | 2014  | 33% (38%) | 55% (62%) | 12%   |            | [ 137 ]         |
| أيرلندا الشمالية    | المملكة المتحدة  | يوغوف               | 2019  | 55%       | –         | –     |            | [ 138 ] [ 139 ] |
| برمودا              | المملكة المتحدة  | غلوبال ريسرتش       | 2015  | 48% (52%) | 45% (48%) | 7%    |            | [ 140 ]         |
| أواسكالينتس         | المكسيك          | إي ان اي غي اي      | 2017  | 64%       | 36%       | –     |            | [ 119 ]         |
| باخا كاليفورنيا     | المكسيك          | إي ان اي غي اي      | 2017  | 69%       | 31%       | –     |            | [ 119 ]         |
| باخا كاليفورنيا سور | المكسيك          | إي ان اي غي اي      | 2017  | 58%       | 42%       | –     |            | [ 119 ]         |
| كامبيتشي            | المكسيك          | إي ان اي غي اي      | 2017  | 44%       | 56%       | –     |            | [ 119 ]         |
| تشياباس             | المكسيك          | إي ان اي غي اي      | 2017  | 34%       | 59%       | –     |            | [ 119 ]         |
| تشيواوا             | المكسيك          | إي ان اي غي اي      | 2017  | 64%       | 36%       | –     |            | [ 119 ]         |
| كواويلا             | المكسيك          | إي ان اي غي اي      | 2017  | 53%       | 47%       | –     |            | [ 119 ]         |
| كوليما              | المكسيك          | إي ان اي غي اي      | 2017  | 61%       | 39%       | –     |            | [ 119 ]         |
| دورانغو             | المكسيك          | إي ان اي غي اي      | 2017  | 61%       | 39%       | –     |            | [ 119 ]         |
| غواناخواتو          | المكسيك          | إي ان اي غي اي      | 2017  | 61%       | 39%       | –     |            | [ 119 ]         |
| غيريرو              | المكسيك          | إي ان اي غي اي      | 2017  | 46%       | 54%       | –     |            | [ 119 ]         |
| هيدالغو             | المكسيك          | إي ان اي غي اي      | 2017  | 58%       | 42%       | –     |            | [ 119 ]         |
| خاليسكو             | المكسيك          | إي ان اي غي اي      | 2017  | 66%       | 34%       | –     |            | [ 119 ]         |
| مدينة مكسيكو        | المكسيك          | إي ان اي غي اي      | 2017  | 71%       | 29%       | –     |            | [ 119 ]         |
| ميتشواكان           | المكسيك          | إي ان اي غي اي      | 2017  | 54%       | 46%       | –     |            | [ 119 ]         |
| موريلوس             | المكسيك          | إي ان اي غي اي      | 2017  | 61%       | 39%       | –     |            | [ 119 ]         |
| ناياريت             | المكسيك          | إي ان اي غي اي      | 2017  | 61%       | 39%       | –     |            | [ 119 ]         |
| نويفو ليون          | المكسيك          | إي ان اي غي اي      | 2017  | 56%       | 44%       | –     |            | [ 119 ]         |
| واهاكا              | المكسيك          | إي ني اي غي اي      | 2017  | 48%       | 52%       | –     |            | [ 119 ]         |
| بويبلا              | المكسيك          | إي ني اي غي اي      | 2017  | 63%       | 37%       | –     |            | [ 119 ]         |
| كيريتارو            | المكسيك          | إي ان اي غي اي      | 2017  | 68%       | 32%       | –     |            | [ 119 ]         |
| كينتانا رو          | المكسيك          | إي ان اي غي اي      | 2017  | 62%       | 38%       | –     |            | [ 119 ]         |
| سان لويس بوتوسي     | المكسيك          | إي ان اي غي اي      | 2017  | 61%       | 39%       | –     |            | [ 119 ]         |
| سينالوا             | المكسيك          | إي ان اي غي اي      | 2017  | 62%       | 38%       | –     |            | [ 119 ]         |
| سونورا              | المكسيك          | إي ان اي غي اي      | 2017  | 69%       | 31%       | –     |            | [ 119 ]         |
| ولاية مكسيكو        | المكسيك          | إي ان اي غي اي      | 2017  | 66%       | 34%       | –     |            | [ 119 ]         |
| تاباسكو             | المكسيك          | إي ان اي غي اي      | 2017  | 34%       | 57%       | –     |            | [ 119 ]         |
| تاموليباس           | المكسيك          | إي ان اي غي اي      | 2017  | 56%       | 44%       | –     |            | [ 119 ]         |
| تلاكسكالا           | المكسيك          | إي ان اي غي اي      | 2017  | 56%       | 44%       | –     |            | [ 119 ]         |
| فيراكروز            | المكسيك          | إي ان اي غي اي      | 2017  | 46%       | 54%       | –     |            | [ 119 ]         |
| يوكاتان             | المكسيك          | إي ان اي غي اي      | 2017  | 57%       | 43%       | –     |            | [ 119 ]         |
| زاكاتيكاس           | المكسيك          | إي ان اي غي اي      | 2017  | 63%       | 37%       | –     |            | [ 119 ]         |

## آراء نفسية
في عام 1984، أجريت دراسة على 156 زوج من المثليين الذين ظلوا معًا لفترات تتراوح بين سنة وسبعة وثلاثون سنة. وكانت هذه الدراسة تحت عنوان «الزوجان الرجال» (بالإنجليزية: The Male Couple)‏ وقد أجراها أخصائيان نفسيان من المثليين كانا هما أنفسهما في علاقة «زوجية»، ووجدا النتائج التالية:
1. حوالي ثلثين من العلاقات دخل فيها الشريكان وهما يحملان توقعات ظاهرة أو معلنة بالإخلاص في العلاقة.
2. فقط 7 من مجموع العلاقات الـ 156 استطاعوا الحفاظ على الإخلاص في العلاقة.
3. من هؤلاء السبعة لم يمكث زوجان معًا لأكثر من خمسة سنوات. أي أن نسبة الإخلاص لشريك واحد كانت 12% لمن مكثوا معًا أقل من 5 سنوات ثم نزلت إلى 0% لمن مكثوا معا أكثر من 5 سنوات.

ويعقب الباحثان على هذه النتائج بقولهما: «إن توقع الممارسات الجنسية خارج الزواج كان القاعدة السائدة بين الأزواج من الرجال (المثليين) في حين كان هو الاستثناء بين الأزواج من الرجال والنساء (الغيريين) الذين عادة ما يعيشون بتوقع أن العلاقة سوف تدوم طوال العمر "حتى يفرقنا الموت". بينما يعيش الأزواج من المثليين في حالة من الشك والتساؤل ما إذا كانت العلاقة ستدوم أم لا.»
تجدر الإشارة إلى أن هذه لم تكن «زواج المثليين» كما تم تنفيذها في عام 1984. كان هذا قبل وقت طويل من القبول الاجتماعي للمثلية الجنسية. كما يشير المؤلف إلى أنها كانت علاقات مفتوحة، ولم يتم ارتكابها في المقام الأول.
لقد كافح علماء الأنثروبولوجيا من أجل التوصل إلى وضع تعريف للزواج من القواسم المشتركة التي تمتص التركيبة الاجتماعية عبر الثقافات. إدوارد Westermarck تعريف الزواج في طبعة 1922 من تاريخ الزواج الإنسان بأنها «علاقة واحدة أو أكثر من الرجال فشل واحد أو أكثر من النساء التي لا تعترف بها كما عرف أو قانون وتنطوي على بعض الحقوق والواجبات» للأفراد الذين يدخلون في ذلك، وأي الأطفال الذين ولدوا من ذلك. وهذه التعاريف على الاعتراف زواج مثليي الجنس والتي وثقت في جميع أنحاء العالم، بما في ذلك في أكثر من 30 الثقافات الأفريقية، مثل كيكويو والنوير.
في المعاجم، تغيرت الكلمات والموسع وفقا للوضع الراهن. في السنوات ال 10 الماضية، في دول العالم الناطقة باللغة الإنكليزية، وانخفضت جميع المعاجم الكبرى إما المواصفات بين الجنسين، أو تكملة لها تعاريف الثانوي لتشمل اللغة الذكر والأنثى أو زواج مثليي الجنس. وقاموس أوكسفورد الإنكليزية وقد اعترفت الزواج من نفس الجنس منذ عام 2000.
وكثير من مؤيدي الزواج من نفس الجنس والمساواة في الزواج استخدام مصطلح في التأكيد على انهم يسعون بدلا من المساواة بين الحقوق الخاصة. أما المعارضون فيرون أن المساواة من نفس الجنس والزواج من الجنس الآخر التغييرات معنى الزواج وتقاليده، واستخدام مصطلح الزواج التقليدي يعني الزواج بين رجل وامرأة واحدة.
وقد اقترح آلان ديرشوفيتز وغيرها المتحفظة كلمة «حلال» لسياقات والدينية كجزء من خصخصة الزواج، في سياقات والمدنية والقانونية باستخدام مفهوم موحد للاتحادات الأهلية، في جزء منه لتعزيز الفصل بين الكنيسة والدولة.. جينيفر Roback مورس، رئيس مكافحة الزواج من نفس الجنس المجموعة المنظمة الوطنية لمشروع الزواج في معهد روث، يدعي أن الخلط بين الزواج مع الاتفاقات التعاقدية هو في حد ذاته تهديداً للزواج.
الاستخدام في وسائل الاعلام المطبوعة والإلكترونية
بعض المنشورات التي تعارض زواج مثليي الجنس اتباع سياسة التحرير في وضع نمط الزواج كلمة ضمن علامات اقتباس («الزواج») عندما يتم استخدامها في إشارة إلى الأزواج من نفس الجنس.. في الولايات المتحدة، قد تخلى عن الصحافة السائدة عموماً هذه الممارسة. بعض المنشورات على الإنترنت المحافظ اجتماعياً، مثل الصحافة وورلدنيتدايلي المعمدان، لا تزال تتبع هذه الممارسة.. كليف كينكيد من الدقة في وسائل الإعلام تقول لاستخدام علامات الاقتباس على أساس أن الزواج هو الوضع القانوني ونفى الزوجين من نفس الجنس من قبل معظم الحكومات الدولة.. مؤيدي الزواج من نفس الجنس يجادلون بأن استخدام علامات الاقتباس يخيف هو أن editorialization يعني شرعية.
اسوشيتد برس نمط توصي الزواج الأعراف للمثليون جنسياً ومثليات أو في العناوين الرئيسية في الفضاء المحدود زواج مثلي الجنس مع أي واصلة لا يقتبس تخويف.. وكالة اسوشيتد برس يحذر من أن بناء مثلي الجنس والزواج يمكن أن تنطوي على أن تقدم تراخيص زواج للأزواج مثلي الجنس ومثليه هي إلى حد ما مختلفة من الناحية القانونية.
وقد وجدت أنواع مختلفة من الزواج من نفس الجنس، [37]) تتراوح بين غير رسمية، والعلاقات غير مصرح بها لاتحادات شكلية للغاية.
في مقاطعة فوجيان بجنوب الصين، خلال فترة أسرة مينغ، والإناث من شأنها أن تربط نفسها في العقود إلى الإناث الأصغر سنا في مراسم وضع [بحاجة لمصدر] دخل الذكور أيضا ترتيبات مماثلة. وكان هذا النوع من الترتيب أيضا مماثلة في التاريخ الأوروبي القديم.
يتم تسجيل مثال للشراكة المساواة المحلية الذكور من فترة أسرة تشو في وقت مبكر من الصين في قصة تشانغ بان وانغ Zhongxian. في حين تمت الموافقة بوضوح العلاقة من قبل المجتمع الأوسع، وبالمقارنة مع الزواج الطبيعي، فإنه لا ينطوي على احتفال ديني ملزم للزوجين.
ووقع أول ذكر تاريخي لأداء الزيجات من نفس الجنس في عهد الامبراطورية الرومانية في وقت مبكر. وعلى سبيل المثال، يقال إن الإمبراطور نيرون إلى واحد متزوج من عباده من الذكور. الإمبراطور Elagabalus تزوج العبد الكارية اسمه Hierocles. ] ولئن كان هناك توافق في الآراء بين المؤرخين الحديثة التي من نفس الجنس العلاقات كانت موجودة في روما القديمة، والتردد الدقيق وطبيعة زواج مثليي الجنس خلال تلك الفترة تم حجبه. في المسيحية ميلادي 342 الأباطرة قسطنديوس كونستانس الثاني واصدر قانونا في قانون ثيودوسي (سي. ث. 9.7.3) الذي يحظر زواج مثليي الجنس في روما وطلب الإعدام لهؤلاء المتزوجين ذلك.
في أكتوبر 1989، أصبحت الدنمارك أول دولة تعترف نفس الجنس النقابات في شكل «الشراكات المسجلة». في عام 2001، أصبحت هولندا أول دولة في منح زواج مثليي الجنس.. تمنح من نفس الجنس الزواج والاعتراف المتبادل من قبل بلجيكا (2003)،(إسبانيا) (2005)، كندا (2005)، وجنوب أفريقيا (2006)، النرويج (2009) والسويد (2009)، البرتغال (2010)، أيسلندا (2010) والأرجنتين (2010). المكسيك في الزواج من نفس الجنس هو معترف به في جميع الدول ولكن 31 فقط يؤديها في مكسيكو سيتي. في نيبال، تم الاعتراف بها ولاية القضاء ولكن لم يشرع حتى الآن.
250 مليون شخص (أو 4 ٪ من سكان العالم) يعيشون حاليا في المناطق التي تعترف زواج مثليي الجنس.

## الحجج الدينية
غالباً ما تكون مصنوعة الحجج على جانبي المناقشة الزواج من نفس الجنس على أسس دينية و/ أو صياغتها من حيث العقيدة الدينية.. مصدر واحد للجدل هو كيف الزواج من نفس الجنس يؤثر على حرية الدين.. العديد من المنظمات الدينية (نقلاُ عن معتقداتهم الدينية) رفض لتوفير فرص العمل، جعلت المرافق العامة والخدمات اعتماد وغيرها من الفوائد للأزواج من نفس الجنس. بعض المناطق أحكام خاصة لحماية الدينية.
غالبية الكنائس المسيحية تعارض الزواج المثلي باعتباره ضد الخطة الإلهية في الزواج والخلقة ومخالف للفطرة، وتعتمد في ذلك على قول يسوع: «من بدء الخليقة ذكراً وأنثى خلقهما الله، من أجل هذا يترك الرجل أباه وأمه ويلتصق بامرأته» (آنجيل مرقس 7,6:10).. وكما ورد أيضا في (إنجيل متي 19: 4-6)، (أفسس 5: 31)، (التكوين 1: 27)، (تكوين 2: 24). وقد وصف البابا بندكت السادس عشر «زواج المثليين خطر على مستقبل البشرية». بعض الجماعات المسيحية الناشطة سياسيًا هي من أشد المعارضين لإباحة الزواج المثلي في الولايات المتحدة.
وقد تم العديد من الجماعات المسيحية صخباً ونشاطاً سياسياً في معارضة قوانين الزواج من نفس الجنس في الولايات المتحدة.. المسيحيين المعارضين للزواج من نفس الجنس وزعم بأن حقوق الزواج تمتد إلى أزواج من نفس الجنس يمكن أن تقوض الغرض التقليدية للزواج، أو مخالفا لإرادة الله.. المعارضة المسيحية] على الزواج من نفس الجنس كما يأتي من الاعتقاد بأن الزواج من نفس الجنس وتطبيع سلوك مثلي الجنس من شأنه أن يشجع عليه، بدلاً من تشجيع مقاومة جاذبية من نفس الجنس.
وزعم أنصار المسيحي الزواج من نفس الجنس على أن حقوق الزواج للأزواج من نفس الجنس يقوي مؤسسة الزواج، ويوفر الحماية القانونية للأطفال من آباء مثلي الجنس ومثليه.. حجج الكتاب المقدس القائم على حقوق الزواج من نفس الجنس تشمل أن كلمة «مثلي الجنس»، كما هو موجود في الإصدارات الحديثة من الكتاب المقدس، هو ترجمة غير دقيقة للنصوص الأصلية. التوافق لا قاموس الكرمة في تفسيري ولا قوي في (2 كبيرة المراجع الكتاب المقدس) يحتوي على كلمة «مثلي الجنس».. وهناك أيضا أي حظر الكتاب المقدس مباشرة من حقوق الزواج للأزواج من نفس الجنس. بعض نصوص الكتاب المقدس التي تستخدمها المنظمات غير المسيحية مؤكدا ادانة الشذوذ الجنسي، وبالتالي الزواج من نفس الجنس، قد لا تشير إلا إلى أعمال محددة الجنس والعبادة الوثنية التي تفتقر إلى أي أهمية لنفس الجنس والعلاقات المعاصرة. دعم حقوق الزواج للمثليون جنسياً ثم يتم عرضها من خلال التأكيد على مثليات المسيحيين باعتبار ذلك التزاما المسيح تشبه إلى المساواة والكرامة لجميع الأشخاص. والكنيسة المتحدة وكندا وتؤكد على أن «التوجهات الجنسية الإنسان، سواء كان الاتصال بين الجنسين، والمخنثين أو مثلي الجنس، قررت هي هبة من الله»، في حين أن الاجتماع السنوي لطائفة الكويكرز في المملكة المتحدة لتقديم زواج مثليي الجنس، على الرغم من القانون الوطني تصاريح الشراكات المدنية فقط.
يوم 4 يوليو 2005 في كنيسة المسيح المتحدة (يونيون كاربايد)، في المجمع الكنسي العام على 25، صوت لدعم المساواة الكاملة بين الزواج الشرعي والديني للزوجين مثلي الجنس ومثليه مما يجعلها أول طائفة مسيحية رئيسي في الولايات المتحدة لدعم وتعزيز نفسه الجنس حلال المساواة.. ويونيون كاربايد كوربوريشن هي طائفة مسيحية ليبرالية ذات تاريخ طويل في دعم الحقوق مثلي الجنس، وحقوق المرأة والحقوق المدنية الأميركية الأفريقية وغيرها من القضايا العدالة الاجتماعية.
فالشمولية الموحدين، وهو تقليد الايمان ليبرالية، وتدعم المساواة في الزواج للأزواج من نفس الجنس. وقد اتخذت دورا نشطا الدفاع عن حقوق المثليين والزواج من نفس الجنس غالبا ما يتم تنفيذها في التجمعات ش ش.
اليهودية، مثل المسيحية، ويحتوي على اختلاف وجهات النظر حول مسألة حقوق الزواج، وسياسيا ودينيا، على الزوجين من نفس الجنس. كثير من اليهود الأرثوذكس الحفاظ على حظر التقليدية اليهودية على كل من الأفعال الجنسية والزواج بين أفراد من نفس الجنس، ولكن الحاخامات الأرثوذكس أخرى، مثل ستيفن غرينبرغ، نختلف.. بعض اليهود المحافظين يرفضون الاعتراف زواج مثليي الجنس والزواج، ولكن تصريح مراسم الاحتفال الالتزام، في حين أن آخرين الاعتراف بزواج المثليين. وقال إن الاتحاد من أجل إصلاح اليهودية (المعروف سابقا باسم اتحاد دول أمريكا التجمعات العبرية) تؤيد إدراج من نفس الجنس الاتحادات ضمن تعريف الزواج. والاتحاد اليهودي Reconstructionist يترك الخيار للحاخامات الفردية.
الإسلام، فإن الزواج من المثيل محرم بالإجماع في الدين الإسلامي فالله تعالى خلق الجنسين ليكون التزاوج بينمها فقط (وَمِنْ آَيَاتِهِ أَنْ خَلَقَ لَكُمْ مِنْ أَنْفُسِكُمْ أَزْوَاجًا لِتَسْكُنُوا إِلَيْهَا وَجَعَلَ بَيْنَكُمْ مَوَدَّةً وَرَحْمَةً) (سورة الروم: 21) وحذر من زواج المثليين حيث يعتبر انحرافا عن الفطرة، ناهيا عما فعل قوم لوط وواصفا إياهم بأنهم كانوا يعملون الخبائث وأنهم قوم سوء فاسقين (وَلُوطًا آَتَيْنَاهُ حُكْمًا وَعِلْمًا وَنَجَّيْنَاهُ مِنَ الْقَرْيَةِ الَّتِي كَانَتْ تَعْمَلُ الْخَبَائِثَ إِنَّهُمْ كَانُوا قَوْمَ سَوْءٍ فَاسِقِينَ) (الأنبياء: 74). (قُلْ تَعَالَوْا أَتْلُ مَا حَرَّمَ رَبُّكُمْ عَلَيْكُمْ أَلَّا تُشْرِكُوا بِهِ شَيْئًا وَبِالْوَالِدَيْنِ إِحْسَانًا وَلَا تَقْتُلُوا أَوْلَادَكُمْ مِنْ إِمْلَاقٍ نَحْنُ نَرْزُقُكُمْ وَإِيَّاهُمْ وَلَا تَقْرَبُوا الْفَوَاحِشَ مَا ظَهَرَ مِنْهَا وَمَا بَطَنَ وَلَا تَقْتُلُوا النَّفْسَ الَّتِي حَرَّمَ اللَّهُ إِلَّا بِالْحَقِّ ذَلِكُمْ وَصَّاكُمْ بِهِ لَعَلَّكُمْ تَعْقِلُونَ (151) وَلَا تَقْرَبُوا مَالَ الْيَتِيمِ إِلَّا بِالَّتِي هِيَ أَحْسَنُ حَتَّى يَبْلُغَ أَشُدَّهُ وَأَوْفُوا الْكَيْلَ وَالْمِيزَانَ بِالْقِسْطِ لَا نُكَلِّفُ نَفْسًا إِلَّا وُسْعَهَا وَإِذَا قُلْتُمْ فَاعْدِلُوا وَلَوْ كَانَ ذَا قُرْبَى وَبِعَهْدِ اللَّهِ أَوْفُوا ذَلِكُمْ وَصَّاكُمْ بِهِ لَعَلَّكُمْ تَذَكَّرُونَ (152) (سورة الأنعام : 151 -152)، أما في أحاديث الرسول صلى الله عليه وسلم (عن عبد الله بن عمر قال أقبل علينا رسول الله صلى الله عليه وسلم فقال : يا معشر المهاجرين خمس إذا ابتليتم بهن وأعوذ بالله أن تدركوهن لم تظهر الفاحشة في قوم قط حتى يعلنوا بها إلا فشا فيهم الطاعون والأوجاع التي لم تكن مضت في أسلافهم الذين مضوا ولم ينقصوا المكيال والميزان إلا أخذوا بالسنين وشدة المئونة وجور السلطان عليهم ولم يمنعوا زكاة أموالهم إلا منعوا القطر من السماء ولولا البهائم لم يمطروا ولم ينقضوا عهد الله وعهد رسوله إلا سلط الله عليهم عدوا من غيرهم فأخذوا بعض ما في أيديهم وما لم تحكم أئمتهم بكتاب الله ويتخيروا مما أنزل الله إلا جعل الله بأسهم بينهم) (سنن ابن ماجه).
الكتاب المقدس ضد هذا الزواج فذكر في سفر اللاويين يقول لا 18: 22ولا تضاجع ذكرا مضاجعة امراة.انه رجس. فهنا يقف الكتاب المقدس ضد بالزواج المثلى وياخذ موقف ثابت منة وتعاليم البوذية لا تأخذ موقف ثابت ضد المثلية الجنسية، وعلى وجه التحديد لا تحريم ولا تؤيد الزواج من نفس الجنس، وبالتالي، ليس هناك موقف موحد لصالح أو ضد هذه الممارسة.
الويكا المجتمعات غالبا ما تكون داعمة للزواج مثليي الجنس
التعليم الجدل
موضوع كيفية إضفاء الشرعية على زواج مثليي الجنس يؤثر على التعليم العام ومصدرا للجدل. وسيطة تستخدم في بعض الأحيان من قبل أنصار هي أن التعليم عن الزواج من نفس الجنس في المدارس سوف تساعد الأطفال على أن تكون أكثر انفتاحا من تعرضهم لمختلف أنواع الأسر. وهناك قلق من المعارضين لزواج مثليي الجنس في أن تقوض حقوق الوالدين على تعليم أبنائهم.
وهناك أيضا القلق من أن المعلومات التي قدمت قد لا تكون دقيقة يغفل الآثار الطبية والنفسية والقانونية لممارسة المثلية الجنسية، وربما لا تكون مناسبة للفئة العمرية. وكان هناك أيضا الجدل الذي لا يجوز معاقبة المعلمين الذين يختلفون آثار الزواج من نفس الجنس وأعلنت الرابطة الأمريكية لعلم النفس، الجمعية الأميركية للطب النفسي والرابطة الوطنية للاخصائيين الاجتماعيين في موجز أصدقاء المحكمة قدمت إلى [المحكمة العليا في كاليفورنيا :
المثلية الجنسية ليست فوضى ولا مرض، بل هو البديل الطبيعي للالتوجه الجنسي البشري. الغالبية العظمى من الأفراد مثلي الجنس ومثليه يؤدي سعيدة وصحية وجيدة تعديلها، وحياة منتجة. كثير من الناس مثلي الجنس ومثليه في علاقة من نفس الجنس المرتكبة. في النواحي النفسية الأساسية، وهذه العلاقات هي علاقات ما يعادل بين الجنسين. مؤسسة الأفراد يتيح الزواج مجموعة متنوعة من الفوائد التي يكون لها تأثير إيجابي على سلامتهم البدنية والنفسية. حاليا هناك عدد كبير من الأطفال تثار من قبل مثليات مثلي الجنس والرجال، في كل من الزوجين من نفس الجنس والآباء واحدة. وقد أظهرت البحوث التجريبية باستمرار أن مثليه مثلي الجنس والآباء والأمهات لا تختلف عن طريق العلاقات الجنسية الطبيعية في مهارات الأبوة والأمومة، وأطفالهم لا تظهر أي حالات العجز مقارنة مع الأطفال التي أثيرت من قبل والديهم الجنسية الغيرية. سياسات الدولة التي تستند شريط الزوجين من نفس الجنس من الزواج فقط على التوجه الجنسي. على هذا النحو، فهي على حد سواء نتيجة لوصمة العار المرتبطة تاريخيا إلى الشذوذ الجنسي، ومظهر من مظاهر الهيكلية للأن وصمة العار. عن طريق السماح للأزواج من نفس الجنس في الزواج، فإن المحكمة نهاية وصمة العار antigay الذي فرضته ولاية كاليفورنيا من خلال الحظر الذي فرضته على حقوق الزواج للأزواج من نفس الجنس. وبالإضافة إلى ذلك، مما يسمح للأزواج من نفس الجنس في الزواج يعطيهم الحصول على الدعم الاجتماعي الذي يسهل بالفعل، ويعزز الزواج الجنس الآخر، مع كل من الفوائد الصحية النفسية والبدنية المرتبطة بهذا الدعم. وبالإضافة إلى ذلك، إذا ما سمح لذويهم في الزواج، فإن الأطفال من أزواج من نفس الجنس الاستفادة ليس فقط من الاستقرار القانوني وغيرها من الاستحقاقات الأسرية أن الزواج يقدم، ولكن أيضا من التخلص من وصمة العار التي ترعاها الدولة لأسرهم. لا يوجد أي أساس علمي للتمييز بين الزوجين من نفس الجنس والازواج من جنسين مختلفين فيما يتعلق بالحقوق القانونية والالتزامات والاستحقاقات، والأعباء التي يمنحها الزواج المدني.
وذكرت الرابطة الكندية النفسية في عام 2006
الأدب (بما في ذلك الأدب الذي المعارضين للزواج من الأزواج من نفس الجنس ويبدو أن الاعتماد) إلى أن الآباء تثار المالية والرفاه وتعزيز النفسي والجسدي من قبل الزواج والتي تستفيد من الأطفال من قبل اثنين من الآباء داخل قانونا اعترف الاتحاد. كما ورد في اتفاق السلام الشامل عام 2003، والضغوطات التي يواجهها الآباء مثلي الجنس ومثليه والأطفال هم أكثر احتمالا نتيجة لطريقة تعامل المجتمع لهم ولكن ليس بسبب أي نقص في اللياقة البدنية إلى الأصل. اتفاق السلام الشامل تعترف وتقدر أن الأشخاص والمؤسسات ويحق لآرائها ومواقفها بشأن هذه المسألة. ومع ذلك، تشعر أن اتفاق السلام الشامل وبعض سوء تفسير نتائج البحوث النفسية لدعم مواقفها، عندما مواقفها أكثر بدقة بناء على أنظمة أخرى من المعتقد أو قيم. اتفاق السلام الشامل يؤكد أن الأطفال يستفيدون من رفاه أن النتائج عندما يتم التعرف علاقة آبائهم وبدعم من مؤسسات المجتمع.
قضايا الصحة
وقد أظهرت في الآونة الأخيرة، العديد من الدراسات النفسية أن الزيادة في التعرض للمحادثات السلبية والرسائل الإعلامية عن الزواج من نفس الجنس يخلق بيئة ضارة بالنسبة للسكان المثليين التي قد تؤثر على صحتهم وعافيتهم.
في عام 2010، وكلية ميلمان للصحة العامة دراسة دراسة آثار التمييز المؤسسي على الصحة النفسية من مثليه، مثلي الجنس والمخنثين (LGB) الأفراد وجدت زيادة في الاضطرابات النفسية بين السكان الذين يعيشون في الدول التي LGB وضعت حظرا على نفس الجنس الزواج. وفقا لمؤلف الدراسة سلطت الضوء على أهمية إلغاء أشكال التمييز المؤسسية، بما في ذلك تلك المؤدية إلى التفاوت في الصحة العقلية ورفاه الأفراد LGB. ويتميز التمييز المؤسسي الظروف المجتمعية التي تحد من مستوى الفرص والحصول على الموارد من قبل الجماعات المحرومة اجتماعيا.
وقال غاي الناشط جوناثان راوخ أن الزواج هو جيد لجميع الناس، سواء كان مثلي الجنس أو الجنس الآخر، وذلك لأن الدخول في أدوارها الاجتماعية يقلل من العدوان الرجال والمجون. وتشير البيانات الحالية النفسية وغيرها من الدراسات في العلوم الاجتماعية في نفس بنت الجنس مقابل الجنس مقابل الزواج تشير إلى أن من نفس الجنس والعكس العلاقات الجنسية المثلية لا تختلف في أبعادها النفسية والاجتماعية الأساسية، وهذا التوجه أحد الوالدين الجنسية ليست لها علاقة قدرتها على توفير بيئة أسرية صحية وتغذية، والزواج الذي يمنح فوائد كبيرة في الصحة النفسية، والاجتماعية، و. أزواج من نفس الجنس وأطفالهم من المرجح أن تستفيد من وجوه عديدة من الاعتراف القانوني من أسرهم، وتوفير مثل هذا الاعتراف من خلال الزواج وسوف تمنح فائدة أكبر من الاتحادات الأهلية أو الشراكات المحلية.
في عام 2009، ربط زوج من خبراء الاقتصاد في جامعة إيموري مرور تحظر الدولة على زواج مثليي الجنس في الولايات المتحدة لزيادة في معدلات الإصابة بفيروس نقص المناعة البشرية. وقد ربطت الدراسة مرور نفس الجنس الزواج في حالة حظر إلى زيادة في معدل فيروس نقص المناعة البشرية السنوية داخل تلك الدولة من حوالي 4 حالات لكل 100,000 سكان بنت الخصخصة
وهناك حجة التحررية للخصخصة الزواج يذهب إلى ان الدولة ليس له دور في تحديد شروط عقد بموجبه الأفراد لترتيب علاقاتهم الشخصية، بغض النظر عن التوجه الجنسي.أشخاص عقد هذه وجهة نظر تقول بأن الدولة يجب أن يكون دورا محدودا أو أي دور في تحديد الزواج، إلا في إنفاذ تلك العقود الناس بناء أنفسهم وأدخل عمدا. الحقوق الممنوحة للزوجين تتجاوز تلك التي يمكن أن تمنح بعضها البعض من قبل اثنين من الناس ببعضهم البعض تعاقديا، وتشمل أيضا الحقوق الممنوحة من قبل الدولة